# Pápua Új-Guinea
Pápua Új-Guinea vagy hivatalos nevén: Pápua Új-Guinea Független Állam (tok piszin: Independen Stet bilong Papua Niugini) óceániai ország. A Föld második legnagyobb szigetének, Új-Guinea szigetének keleti részét és számtalan kisebb szigetet foglalja magában. A mai állam területe a gyarmati múlt következményeként alakult ki. A Föld harmadik legnagyobb szigetországa. Területe Magyarországénak mintegy ötszöröse. Fővárosa, Port Moresby a délkeleti part mentén fekszik.
Az országban 840 beszélt nyelvet használnak, így ez a világ nyelvileg legváltozatosabb országa. Az urbanizáció igen alacsony, az egyik legvidékiesebb ország, 2019-ben a lakosságának mindössze 13%-a élt városokban.
A fejlődő országok közé sorolják; a lakosság közel 40%-a önellátó gazdálkodó, akik még mindig viszonylag függetlenül élnek a készpénzgazdaságtól. A legtöbb lakos hagyományos életmódú és értékrendű társadalmi csoportokban él. A pápua csoportok társadalmi élete a hagyományos vallást és életmódot ötvözi a kortárs gyakorlatokkal, a nyugati térítés következtében például a kereszténységgel és az alapfokú oktatással.
Az állam mind kulturálisan, mind földrajzilag az egyik legkevésbé feltárt ország a világon. Ismeretes, hogy sok elszigetelt népcsoport él itt és a kutatók úgy vélik, hogy az ország belsejében számos fel nem fedezett növény- és állatfaj található.
A bűnözés alapján globális szinten is az egyik legveszélyesebb ország.

## A név eredete
Nevét részben őslakóiról, a pápuákról kapta. A maláj eredetű pepuah szó jelentése: „göndör hajú”. Nevének másik része főszigetére utal, amelyet Yñigo Ortiz de Retez spanyol hajós nevezett el 1545-ben. Az elnevezés onnan ered, hogy a sziget őslakói hasonlítottak az afrikai Guinea lakosaira.

## Földrajz

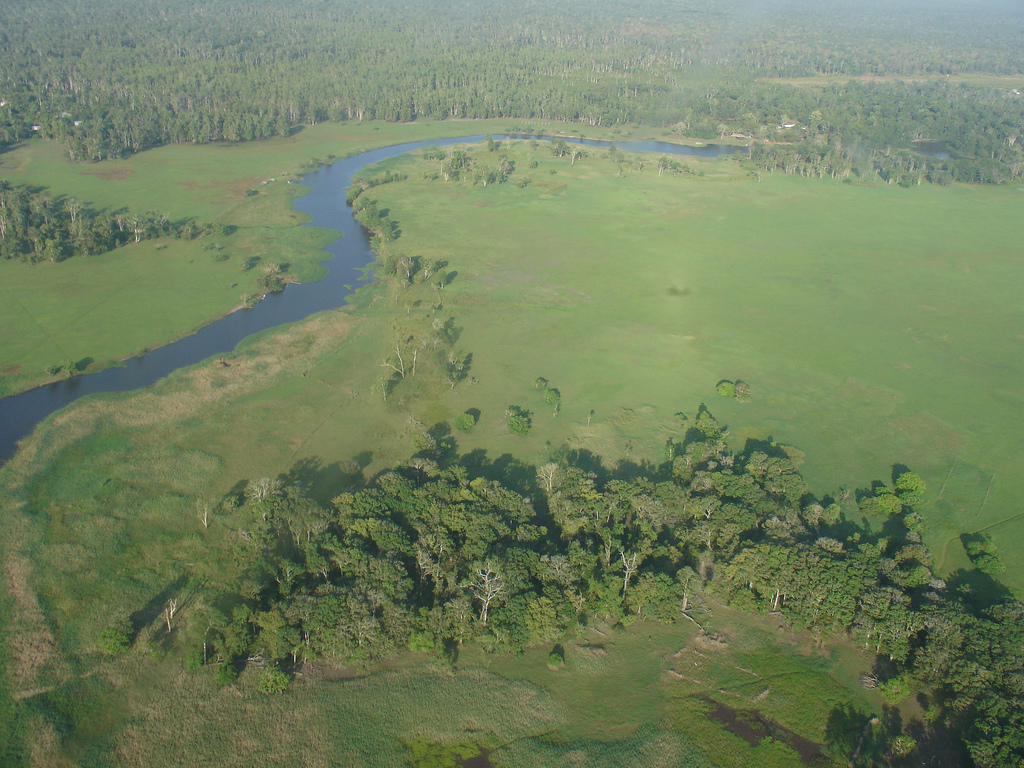
Bensbach-folyó környéki táj az ország délnyugati csücskén

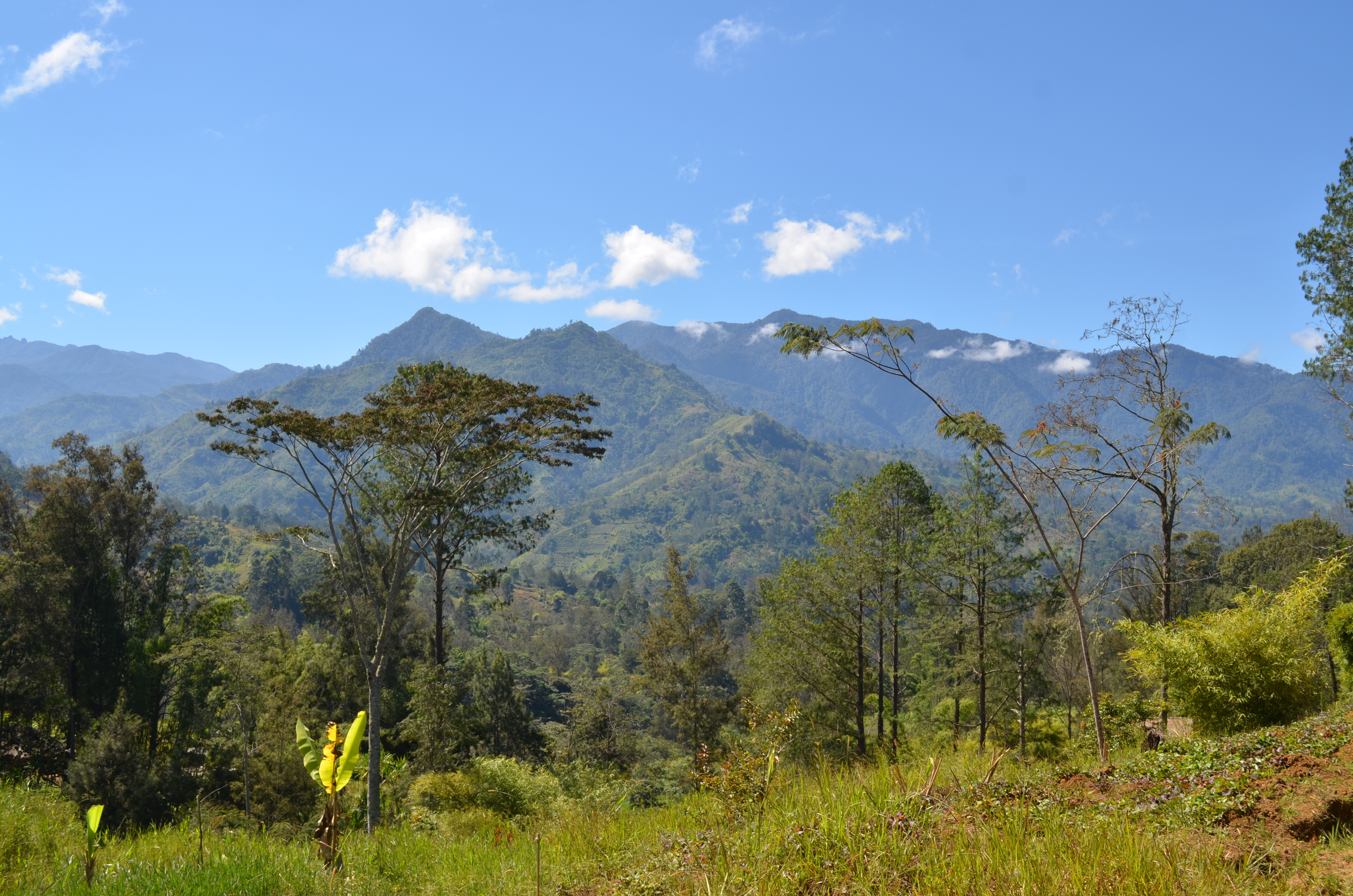
Tájkép az ország belső részén

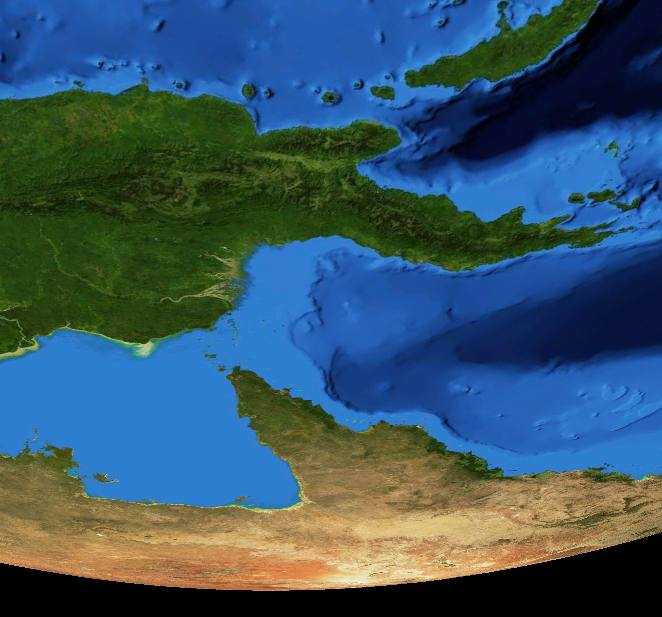
A műhold felvételén az ország zöld területe az előtérben, háttérben északkelet-Ausztrália sivatagos területe

Óceánia egyik szigetcsoportja, melynek jelentősebb szigetei a Bismarck-szigetek és a Salamon-szigetek egy része. A szigetnek szárazföldi határa csak nyugaton van Indonéziával. Délen Ausztráliával, míg keleten a Salamon-szigetekkel van szomszédságban.

### Domborzat
Az ország 80%-a Új-Guinea szigetének keleti felén helyezkedik el. A további 20%-ot más szigetek alkotják. Legjelentősebbek közülük: Új-Britannia, Új-Írország, Bougainville.
Pápua Új-Guinea legmagasabb pontja a 4694 méter magas Mount Wilhelm. A szigeteken sok a még ma is aktív működő vulkán.
Új-Guinea szigete geológiai szempontból fiatal képződmény. A felszínen megfigyelhető kőzetek a földtörténeti harmad- és negyedidőszak szülöttei, részben tengeri és szárazföldi üledékek, részben vulkanikus anyagok.
Új-Guinea szigetét alig 20-50 méter mélységű sekély tenger választja el Ausztráliától. A sziget középső vidékén húzódik a 3000-4000 méter magas Központi-hegységrendszer. Itt található az ország legmagasabb csúcsa, a 4694 m magas Mount Wilhelm. A Központi-hegységrendszer északi oldalán medencék láncolata helyezkedik el, amelyeket a Sepik, a Ramu és a Markham folyók hordaléka töltött fel egyenletes síksággá. A tenger mellékén újabb hegyvonulatok húzódnak, a széttagolt Parti-hegység, amelynek folytatása átnyúlik Új-Britannia szigetére. Ezen a vidéken gyakoriak a földrengések és sok működő tűzhányót is találunk. A Maláj-szigetek közelsége ellenére Új-Guinea sohasem volt Ázsia része.

### Vízrajz
Legnagyobb folyói a Sepik és a Fly. Jelentős folyói még a Ramu, Markham, Purari, Kikori, Turama és Bamu. Legnagyobb édesvizű tava a Murray.

### Éghajlat
Forró, nedves egyenlítői éghajlat jellemzi a szigeteket, de régiónként változó és a domborzat befolyásolja. 
A partvidéken trópusi hőség, fülledtség uralkodik, meg-megújuló záporokkal. A magasabb fennsíkok éghajlatára a csapadékos időjárás jellemző. Új-Guinea éghajlatát két nagy légáramlási rendszer szabályozza. Az egyik a délkeleti passzátszél , mely májustól októberig uralkodik. A tenger felől fújó passzátszél a hegylejtőkre nagy mennyiségű csapadékot szállít. A novembertől áprilisig terjedő időszakban – a déli félteke nyarán – az egyenlítői alacsony nyomású öv Új-Guineától délre tolódik át. Ilyenkor Ázsia felől megjelenik a monszun.
 A kétféle szélrendszer időszakos és rendszeres megjelenése miatt Új-Guinea lakói két évszakot különböztetnek meg: a délkeleties szelek és az északnyugatias szelek időszakát. A két szeles évszak között egy-két hónapon át nyugalmas, csendes időjárás uralkodik.

### Élővilág, természetvédelem
Ausztrália és Új-Guinea között a jégkorszakban szárazföldi összeköttetés volt. Ennek következtében élőviláguk közeli rokon, vannak olyan kengurufajok, amelyek megtalálhatók mind Ausztráliában, mind Új-Guineában. Nyugat felől meg a maláj esőerdők néhány növényfaja tudott átkelni Új-Guineába. A többi nagyobb szigetnek sohasem volt összeköttetése Új-Guineával, emiatt élőviláguk erősen különbözik.
A természetes növényzet a trópusi esőerdő. Összesen 56 erszényes emlősfaj él Új-Guineában. A Dendrolagus (fakúszókenguru) Új-Guinea egyik legismertebb és igen elterjedt állata. Míg az ausztráliai kengurufajok a pusztai élethez alkalmazkodtak, új-guineai rokonaik az esőerdő követelményeinek megfelelően, fákon élő állatok. Az erszényesek jóval nagyobb szerepet játszanak Új-Guinea állatvilágában, mint a méhlepényes emlősök. 
 Pápua Új-Guinea nemzeti állata az igen elterjedt Raggi-paradicsommadár, a helyiek nyelvén kumul. A paradicsommadarak családjának legtöbb faja Új-Guineán őshonos. Elterjedt állatok még a foltos kuszkusz, a vaddisznó, a kazuárfélék, kígyók, krokodilok, lepkék és varánuszfélék számos faja.

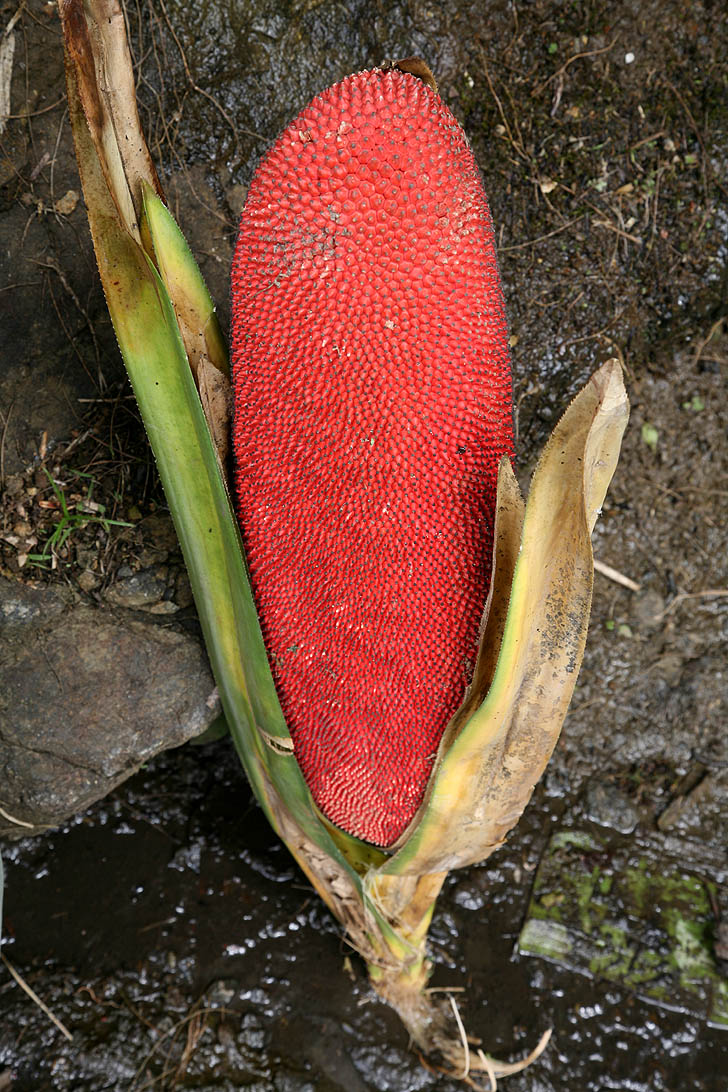
Pandanus Conoideus
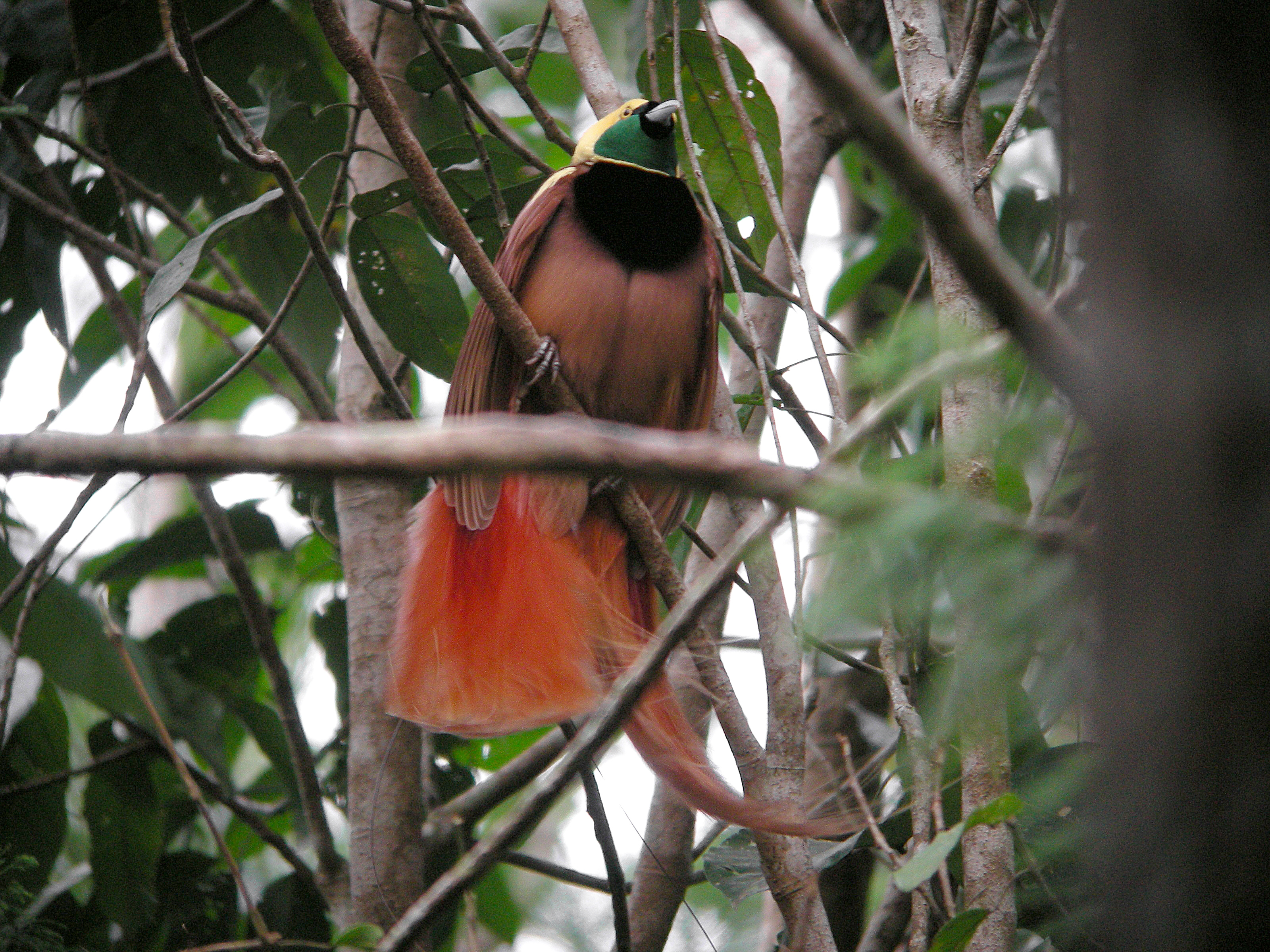
Raggi-paradicsommadár
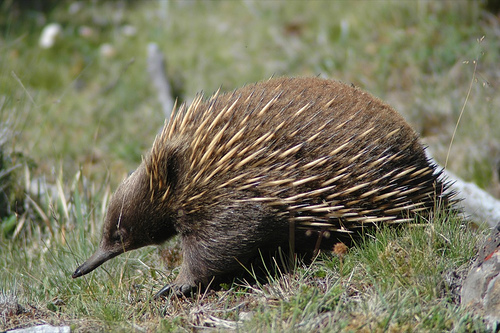
Rövidcsőrű hangyászsün
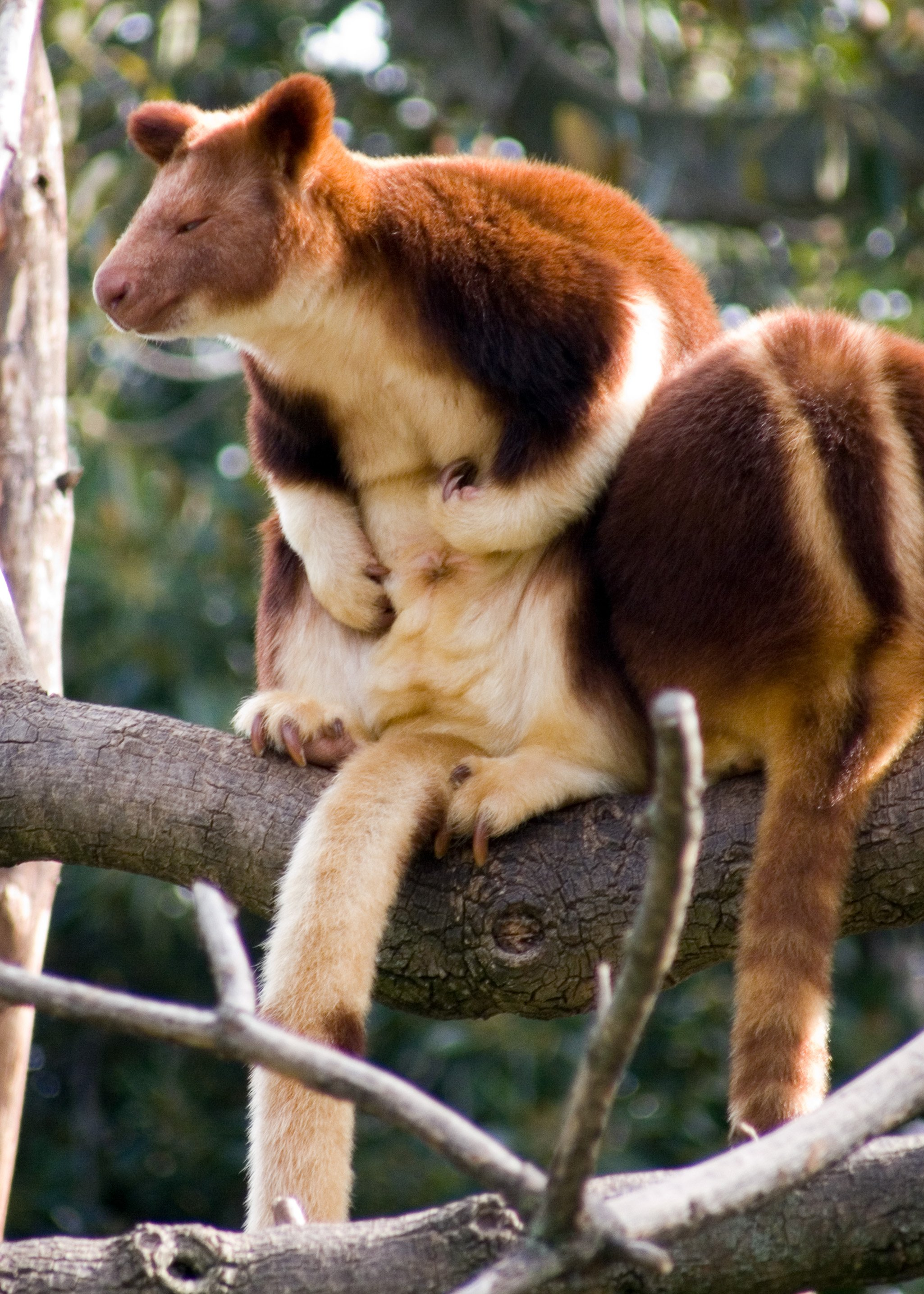
Fakúszó kenguruk
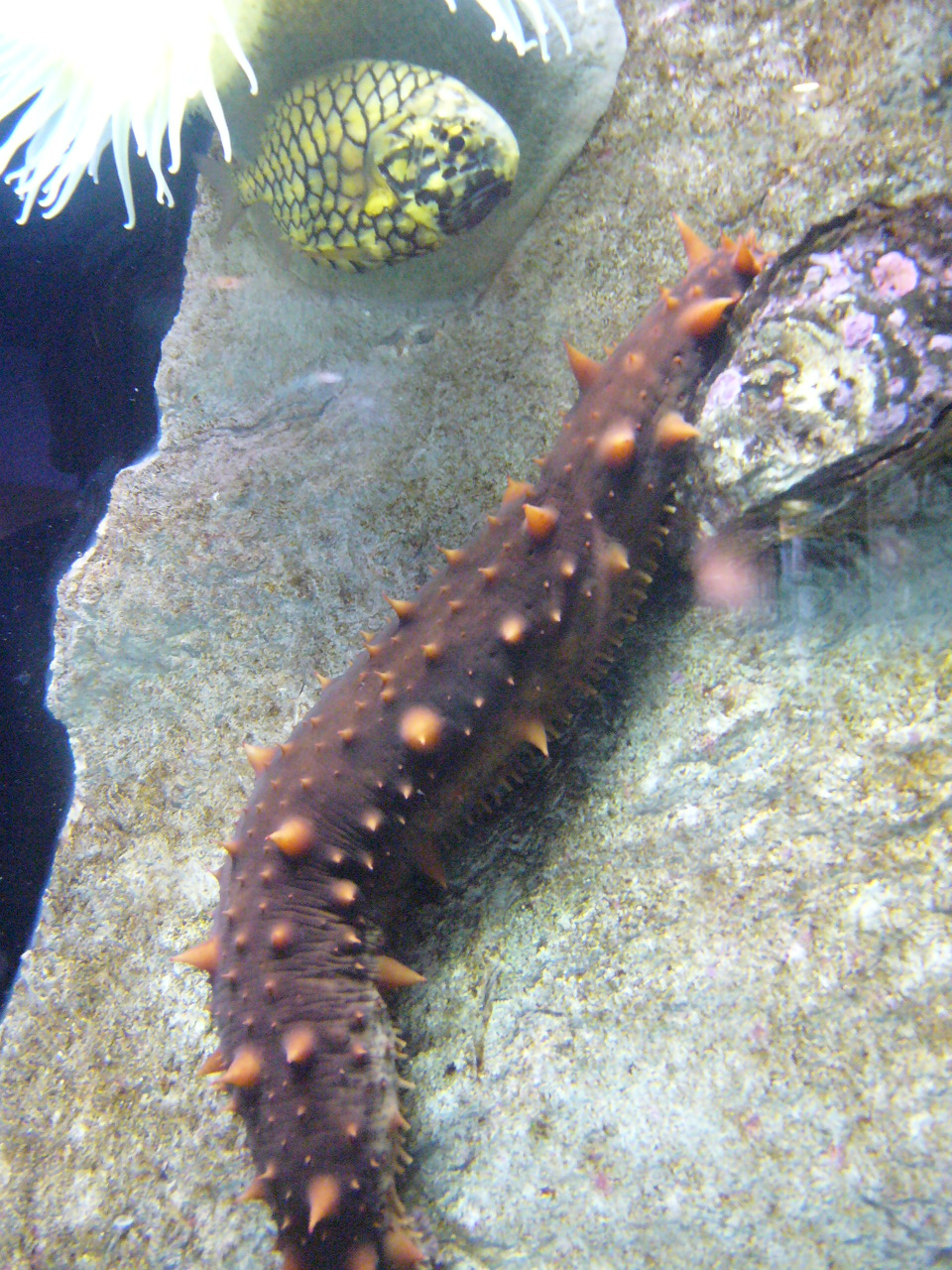
Tengeriuborkák

#### Nemzeti parkok
Új-Guineában is kiépült a természetvédelem hatósági rendszere. Az állatrezervátumok mellett a következő nemzeti parkokat jelölték ki:
- Varirata Nemzeti Park hegyvidék a főváros közelében.
- McAdam Nemzeti Park kis területen nagyon változatos élővilág.
- Lake Kutubu Nemzeti Park festői tóban madarak, lepkék, teknősbékák.

## Történelem
A területén már az őskorban is éltek emberek. Kb. 60 000 évvel ezelőtt - az Afrikából kirajzó első emberek csoportjai között - érkeztek a pápuák a térségbe. A sziget belsejében levő felföldön önállóan háziasítottak növényeket.
A sziget partvidékét a portugál és spanyol hajósok már a 16. század első felében felderítették. Ekkor kezdődött Új-Guinea írott történelme. 1512-ben Antonio d'Abreu és Francisco Serrano portugál tengerészek először pillantják meg a még ismeretlen szigetet, amikor a Maluku-szigetekhez tartozó Ceram felé hajóztak. 1526-ban egy másik portugál, Jorge de Meneses kikötött a Vogelkop-félszigeten, s ő adja a nagy szigetnek az első nevet: Ilhas dos Papuas, azaz a pápuák szigete. 1545-ben pedig egy spanyol felfedező, Ynigo Ortiz de Retes az Új-Guinea nevet adta a szigetnek, mivel a sziget partvidéke és lakói hasonlítottak az afrikai Guinea lakóihoz. A portugálok délkelet-ázsiai birtokaikon elterjesztették a Dél-Amerikából származó édesburgonya termesztését. Ezt átvették Új-Guinea belső vidékein lakók is. Az édesburgonya elterjedése népességrobbanást okozott körükben.
1643-ban Abel Tasman Új-Írország és Új-Guinea szigetek egyes részeibe látogatott el. A 18. században már az angolok is elkezdenek érdeklődni a szigetek iránt. 1768-ban az angol Philip Carteret kapitány elérte Új-Britannia szigetét és angol felségterületnek nyilvánította. 1824-ben Hollandia és Anglia megegyezett Új-Guinea felosztásában. 1842-ben Blackwood brit kapitány Fly nevű hajóján a Pápua-öböl egy részét átvizsgálta és hajójával behatolt a hajójáról elnevezett folyó torkolatába. 1848-ban a hollandok hivatalosan is jogot formáltak Új-Guinea nyugati felére (ez a terület ma Indonézia része). 1873-ban Új-Guinea keleti felét a britek és a németek gyarmatosították. Hivatalosan a brit védnökséget 1884-ben mondták ki.
1860-ban a Johan Cesar Godeffroy & Sohn hamburgi cég az északi parton kókuszdiót termesztett, koprával kereskedett. A mai ország északi területét 1884-ben Otto Finsch a Neuguinea-Konsortium ügynöke, a feltételezett brit annexiót elkerülendő a német császár birtokának nyilvánította, még ebben az évben a konzorciumot Új-Guinea Társaság (Neuguinea-Kompagnie) névre keresztelték. 1885. május 17-én az I. Vilmos császár által kiállított Schutzbrief e terület és a Bismarck-szigetek felségjogait a társaságra ruházta, ezeket a berlini kormány 1898-ban vásárolta vissza, hivatalosan csak ekkortól lett  Német Új-Guinea (Deutsch Neuguinea) részeként a Német Birodalom gyarmata. A kolónia a következő területekből állt: a Vilmos Császár Föld (a tulajdonképpeni német birtok Új-Guineán), a Bismarck-szigetek, az északi Salamon-szigetek, a Karolina-szigetek, a Mariana-szigetek északi része Guam nélkül, Palau, Nauru és a Marsall-szigetek.
A déli részen 1884. november 6-án a britek Brit Új-Guinea (British New Guinea) néven egy új protektorátust hoztak létre, majd 1888. szeptember 4-én gyarmattá nyilvánították. 1895-ben Nagy-Britannia és Hollandia megegyezett a közös határban. 1905-ben Nagy-Britannia területeit Territory of Papua néven átengedte birodalma önkormányzattal bíró domíniumának, Ausztráliának. Az első világháborúban a német gyarmatot az ausztrálok elfoglalták, ez 1919-ben ausztrál védnökség alá került a Népszövetség révén  Új-Guinea Mandátumterület (Mandated Territory of New Guinea) néven. Pápuát Ausztrália birtokaként továbbra is külön igazgatták, közigazgatásilag csak 1949-ben egyesítették őket Pápua és Új-Guinea Terület (Territory of Papua and New Guinea) néven.
1941 decemberében a japán seregek behatoltak a sziget északi részére. Port Moresby-ben pedig amerikaiak táboroztak. A harcokban az ország mai területén 216 000 japán, ausztrál és amerikai katona veszítette életét. 1945-ben a sziget teljes területe felszabadult a japán megszállás alól és ismét Ausztrália igazgatása alá került.
1951-ben első alkalommal ül össze a törvényhozó testület Port Moresby-ben. 1963-ban az ausztrál hatóságok megszüntetik az őslakókkal szembeni szesztilalmat. Ezzel egy időben az államigazgatás törvényt hoz a faji megkülönböztetés megszüntetésére. A pápua önrendelkezési mozgalom újabb jelentős sikere volt, amikor 1964-ben megalakult az első parlament (House of Assembly). Az első országgyűlésnek 64 tagjából 38-at az őslakók választottak. Hamarosan létrejött a pápua nacionalisták pártja, a Pangu Pati, amely a függetlenségi mozgalom élére állt. 1971-ben egy pápua iskoláslány, Susan Karike megtervezi a nemzeti lobogót. Az országgyűlés az új zászlót a címerrel együtt elfogadja, és a két régi ikertartomány (Pápua és Új-Guinea) nevét Pápua Új-Guineára változtatja.
1972-ben választásokat tartottak, amelyben a szavazók függetlenségre szavaztak. 1973 decemberében Pápua Új-Guinea autonómiát, 1975. szeptember 16-án függetlenséget kapott az ausztrál kormánytól. Ekkor Bougainville szeparatistái önálló függetlenséget szerettek volna elérni, végül 2005-ben a sziget autonómiát kapott. 2019 végén népszavazást tartottak Bougainville elszakadásáról. A referendumom az elszakadáspártiak győztek elsöprő többséggel. Pápua Új-Guinea kormánya tart attól, hogy Bougainville függetlenné válása más elszakadni vágyó területeket is ösztönöz, valamint Indonézia Nyugat-Új-Guinea területét is a függetlenedésre sarkallja.

## Politika és közigazgatás
Az ország államformája: alkotmányos monarchia, az államfő a mindenkori brit uralkodó, jelenleg III. Károly, mint Pápua Új-Guinea királya (King of Papua New Guinea) címmel, akit a főkormányzó képvisel. A végrehajtó hatalom a miniszterelnök és kormánya kezében van.
- Pápua Új-Guinea főkormányzóinak listája
- Pápua Új-Guinea miniszterelnökeinek listája

### Közigazgatási beosztás
| 1. Központi tartomány 2. Chimbu tartomány 3. Kelet-Felföld tartomány 4. Kelet-Új-Britannia tartomány 5. Kelet-Sepik tartomány 6. Enga tartomány 7. Gulf tartomány 8. Madang tartomány 9. Manus tartomány 10. Milne-öböl tartomány 11. Morobe tartomány 12. Új-Írország tartomány 13. Északi tartomány 14. Bougainville tartomány 15. Dél-Felföld tartomány 16. Nyugati tartomány 17. Nyugat-Felföld tartomány 18. Nyugat-Új-Britannia tartomány 19. Nyugat-Sepik tartomány 20. Fővárosi kerület 21. Hela tartomány 22. Jiwaka tartomány |

## Népesség

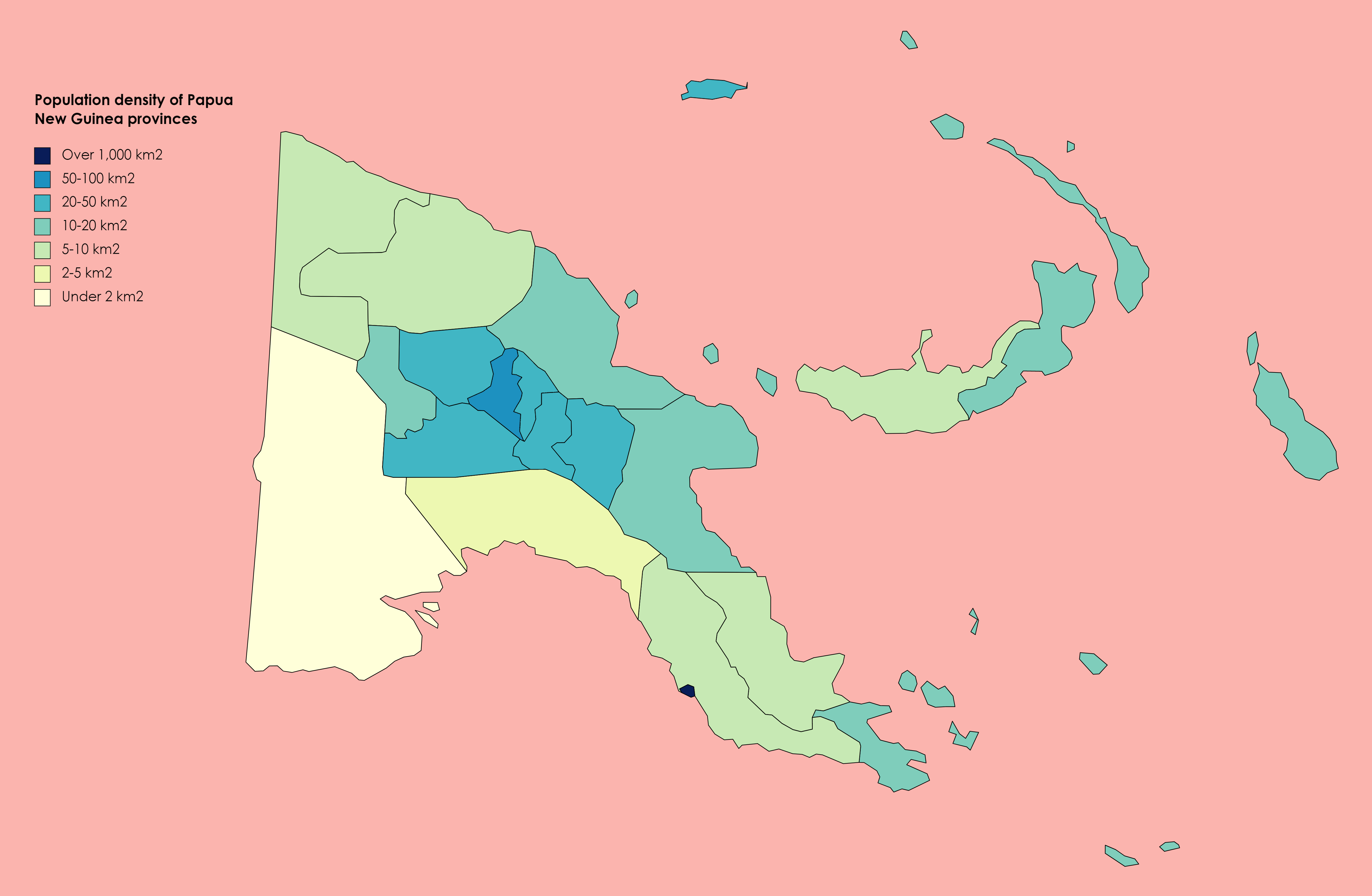
Pápua Új-Guinea népsűrűsége 2011-ben

Fővárosa és a néhány nagyvárosának egyike Port Moresby, ami a sziget keleti csücskének déli partvonalán fekszik. Az egyik leginkább vidékies jellegű ország, ahol a 21. század elején a népesség csupán 18%-a él városokban.
Népessége 2017-ben 8,2 millió fő volt.

### Népességének változása
| Lakosok száma | 1 966 957 | 2 208 421 | 2 576 093 | 3 047 769 | 3 583 707 | 4 261 797 | 4 970 823 | 5 803 302 | 6 704 829 | 8 935 000 |
|               | 1960      | 1966      | 1972      | 1978      | 1984      | 1991      | 1997      | 2003      | 2009      | 2020      |

### Etnikai, nyelvi megoszlás

Az Új-Guinea sziget fő nyelvei

Pápua Új-Guinea egyedülálló a világon abban a tekintetben, hogy egy országon belül itt beszélik a legtöbb különböző nyelvet: az országban a jelenlegi ismeretek szerint 841 nyelvet beszélnek (ebből 11 nyelvnek nincs ismert beszélője,
így is marad 830),
ami a világ összes nyelveinek kb. egynyolcada, nyelvenként átlagosan kb. 6000 beszélővel.
Az országban három hivatalos nyelv van: az angol a kormányzat és az oktatás nyelve, de ezt kevéssé beszélik.
Az elsődleges közvetítőnyelv a tok pisin, ami egy angol, új-guineai és melanéz pidzsin – ezen a nyelven hangzik el a legtöbb parlamenti felszólalás, és ez a hirdetések, a közérdekű információk és a nemzeti hírlap, a Wantok nyelve.
Pápuaföldön, az ország déli részén, a harmadik hivatalos nyelv, a hiri motu az elterjedtebb.
A lakosság rendkívül heterogén, több mint hétszáz különböző törzs él az országban. Az ország névadói a pápuák nyolcvan százalékot tesznek ki az ország lakosságán belül. A pápuákon belül öt százalékot tesznek ki az engák. Fontosabb pápua törzsek: min, mendek, csimbu, kukukuku, bainging. Az egyéb melanéz törzsek: tolaik, motuk stb. tíz százalékot tesznek ki. A fennmaradó lakosság legnagyobb része polinéz, maláj, kínai, pakisztáni és európai.
A pápua nyelvek nem egységes nyelvcsalád. Teljesen eltérnek a melanéz (ausztronéz) nyelvektől, ezért egyszerűen „nem ausztronéz” nyelveknek is szokták őket nevezni. Főként Új-Guinea belső területein, Bougainville déli részén, elszórtan Új-Britannia és Új-Írország szigeteken is beszélik. Számuk Pápua Új-Guineában legalább ötszáz, s bár legtöbbjüket kis közösségek beszélik, akadnak olyanok is, amelyeket százezernél többen használnak.
A pápuán kívül a másik nagy nyelvcsalád a melanéz. A melanéz nyelveket az ausztronéz nyelvekhez sorolják. Új-Guineában a melanézt beszélő népek főként a partvidékeken és a szigeteken élnek. E nyelvek száma mintegy kétszáz. Rendszerint kis közösségek nyelvei, amelyeket összességében Pápua Új-Guinea lakosságának 15 százaléka használ. A melanézek nyugat felől vándoroltak be Új-Guineába, mintegy ötezer évvel ezelőtt.

### Vallások

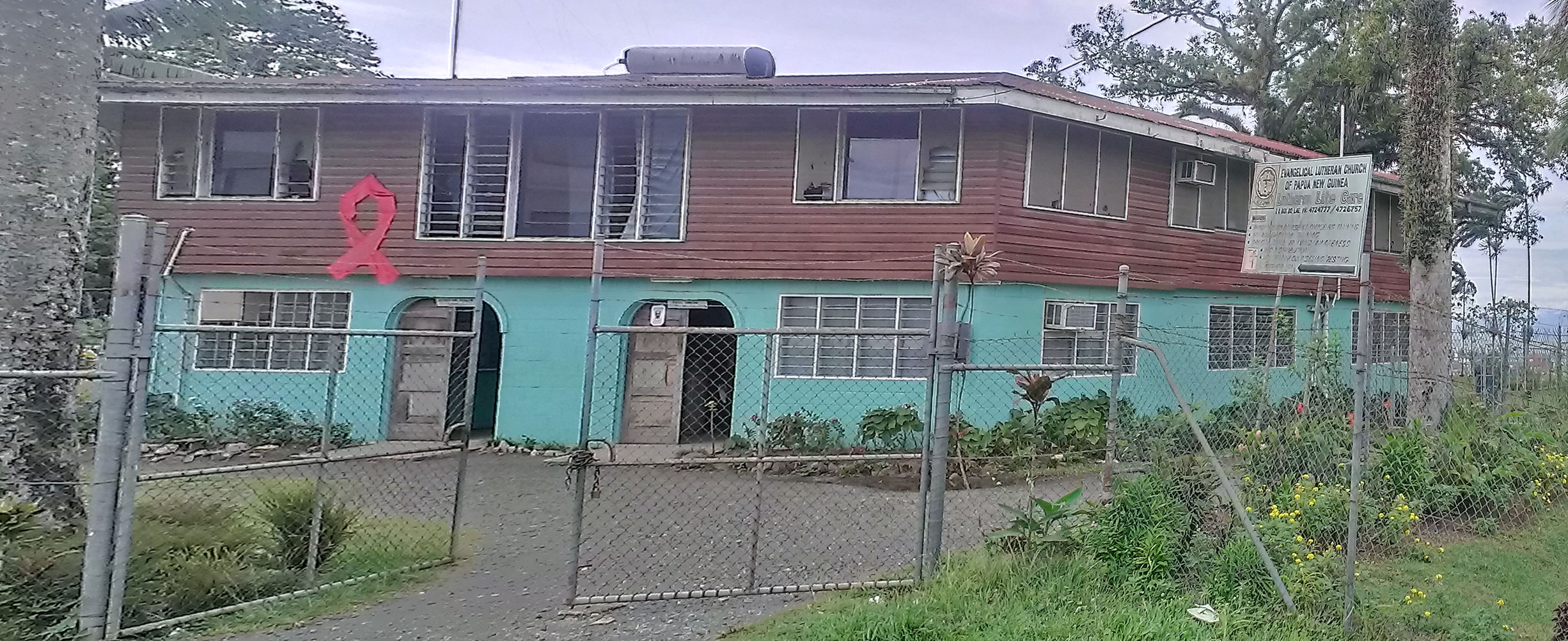
Egy neoprotestáns templom

Az ország lakóinak jelentős része még törzsi vallású, de a többség legalább névleg keresztény. A 2011-es népsz. alapján a legnagyobb keresztény egyházak a római katolikus egyház (26%), az evangelikál-lutheránus (18%), a hetednapi adventista (13%), a pünkösdi és egyéb karizmatikus. 
Az új vallások (kereszténység, iszlám stb.) látszólagos behatolása ellenére a lakosság nagy része a hagyományos vallási hiedelmeket is fenntartja, és a mágia rituáléit továbbra is széles körben gyakorolják.

## Gazdaság

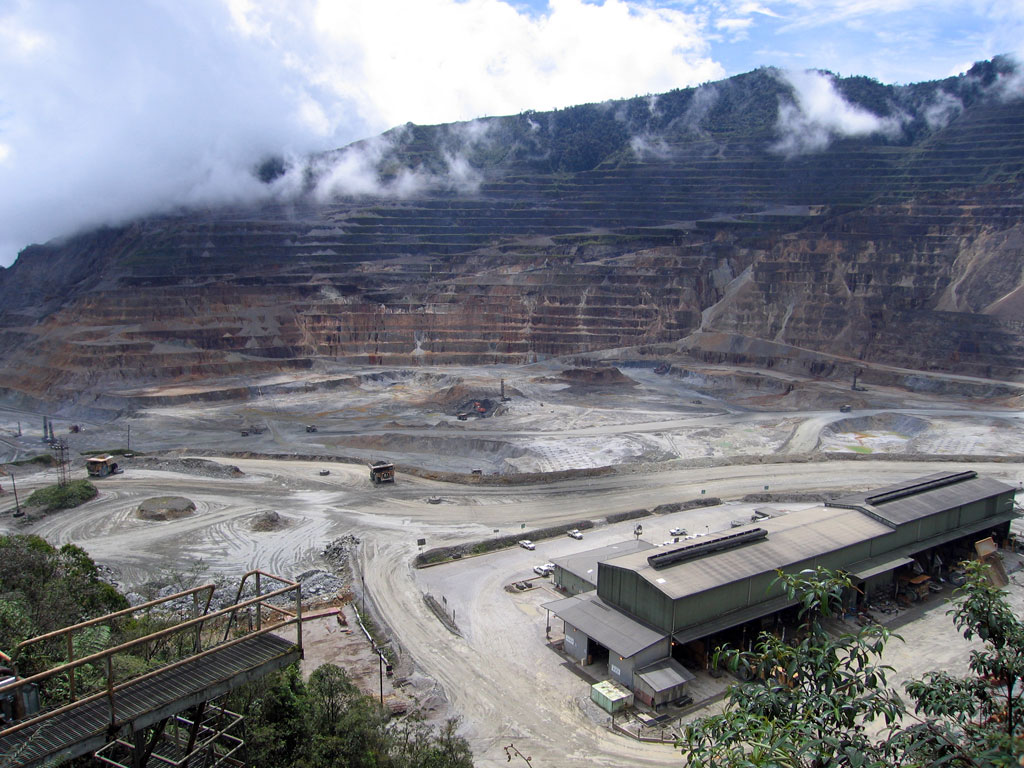
Vörösréz és arany külszíni fejtése az OK Tedi Bányában

### Mezőgazdaság
Növénytermesztésnél főleg a burgonya, a kókuszdió, az ananász, a banán, a manióka, az olajpálma, a kávé és a kakaó jellemző.

### Ipar
Fontosabb ágazatok : a mezőgazdasági termények feldolgozása (kopra, pálmaolaj), rétegelt lemez gyártás
Fontos a bányászat. Gazdag természeti erőforrásokkal rendelkezik, de a kiaknázást nehezíti a terep és az infrastruktúra fejlesztésének magas költségei.
Főbb nyersanyagok: réz, arany, ezüst, földgáz, platina, kőolaj. 

### Külkereskedelem
A legtöbb ipari termékből, illetve a kőolajtermékből importra szorul.
Import 
- Főbb áruk: gépek és szállítóeszközök, ipari termékek, élelmiszerek, üzemanyag, vegyszerek
- Főbb partnerek (2017): Ausztrália 30,1%, Kína 17,3%, Szingapúr 10,2%, Malajzia 8,2%, Indonézia 4%

Export 
- Főbb áruk: cseppfolyósított földgáz, olaj, arany, rézérc, nikkel, kobalt, pálmaolaj, kávé, kakaó, kopra, fűszer (kurkuma, vanília, gyömbér és kardamom), rákok, tonhal, tengeri uborka
- Főbb partnerek (2017): Ausztrália 18,9%, Szingapúr 17,5%, Japán 13,8%, Kína 12,7%, Fülöp-szigetek 4,7%

## Közlekedés
A közúti közlekedést sok esetben erősen korlátozza a hegyvidéki terep. A fővárost, Port Moresbyt, nem kötik közutak össze egyik nagyobb várossal sem, és sok felvidéki falu csak kisebb repülőgéppel vagy gyalogosan érhető el. 
Az országban nincs személyszállításra vasút, csak néhány bányatársaságnak vannak (többnyire használaton kívüli) pályái.
A légi szállítás nagyon fontos. A két legnagyobb várost, Port Moresby-t és Lae-t 2020-ban is csak repülőjáratok kötik össze. Az ország legnagyobb repülőtere a Jacksons Nemzetközi Repülőtér Port Moresby-ben. Az ország repülőtereinek száma több mint ötszáz, zömük füves kifutópályával.

## Telekommunikáció
| Hívójel prefix | P2 |
| ITU zóna       | 51 |
| CQ zóna        | 28 |

## Kultúra
Pápua Új-Guinea kultúrájára a rendkívüli sokszínűség jellemző, mivel az országban több száz kisebb népcsoport él, főként a belső területek falvaiban. A pápua falvakra a 20. században jellemző, hogy külön nagy házban élnek a férfiak és a nők. A sértéseket vérbosszúval torolták meg, emiatt gyakori volt régen a törzsek közötti háborúskodás.

### Oktatási rendszer
A népesség jelentős része írástudatlan. Az analfabetizmus különösen a nők körében magas. A legtöbb alapszintű iskolát a keresztény egyházak működtetik. Pápua Új-Guineában hat egyetem működik, a legnevezetesebb a Port Moresbyben székelő University of Papua New Guinea és a Lae városában működő Papua New Guinea University of Technology. Az egyetemek a függetlenség elnyerése előtt néhány évvel nyitották meg kapuikat, hogy kiképezzék az új független pápua állam értelmiségi és vezető rétegét. 

### Kulturális intézmények

#### Kulturális világörökség
Az UNESCO felvette a kulturális világörökségek listájára a Kuk nevű korai mezőgazdasági települést.

### Hagyományos vallás
Közös jellemzője a pápua közösségeknek a természetvallás és az animizmus. A pápua falvak vallási központja a szellemház. Az ősök tisztelete igen fontos része a pápua hitvilágnak, fából faragják ki az ősöket ábrázoló szobrokat és a szellemházban helyezik el. Nem ritka az állatáldozat bemutatása a szellemeknek, de a belső területeken a 20. században még a kannibalizmus is előfordult. A szellemeket tisztelik és tartanak a démonoktól, akik hitük szerint emberi és állati alakot egyaránt felvehetnek.

## Turizmus

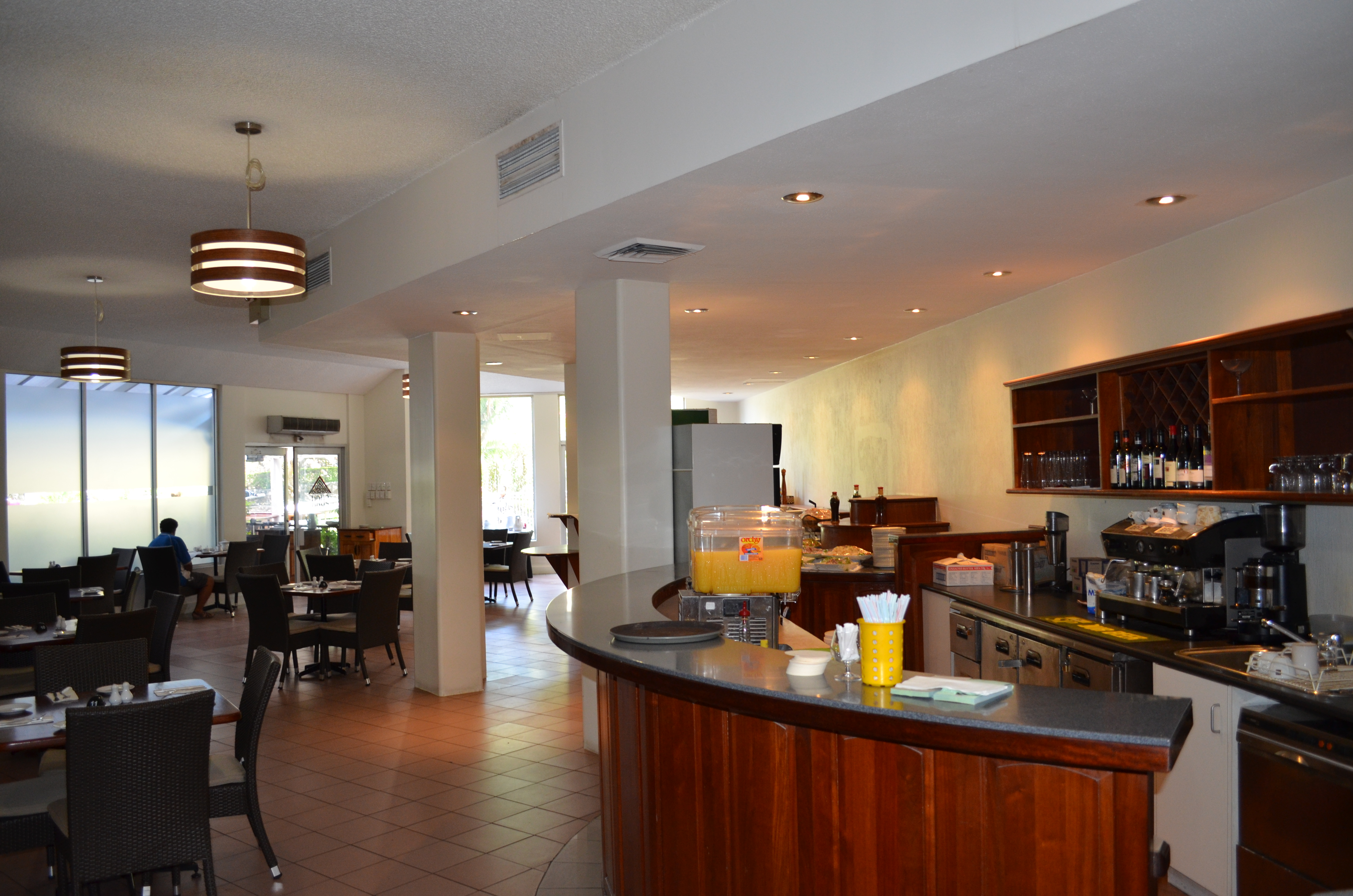
A Holiday Inn Hotel belseje, Port Moresby

A potenciális látogatók számára vonzóak lehetnek a következők: az ország kultúrája, a fesztiválok, a búvárkodás, szörfözés, túrázás, horgászat, valamint az egyedülálló növény- és állatvilág. 
A rossz közbiztonság  viszont sok turistát elriaszt. Pápua Új-Guinea-t a nőkkel szembeni erőszak miatt a világon a legrosszabb helynek tartják.

## Sport

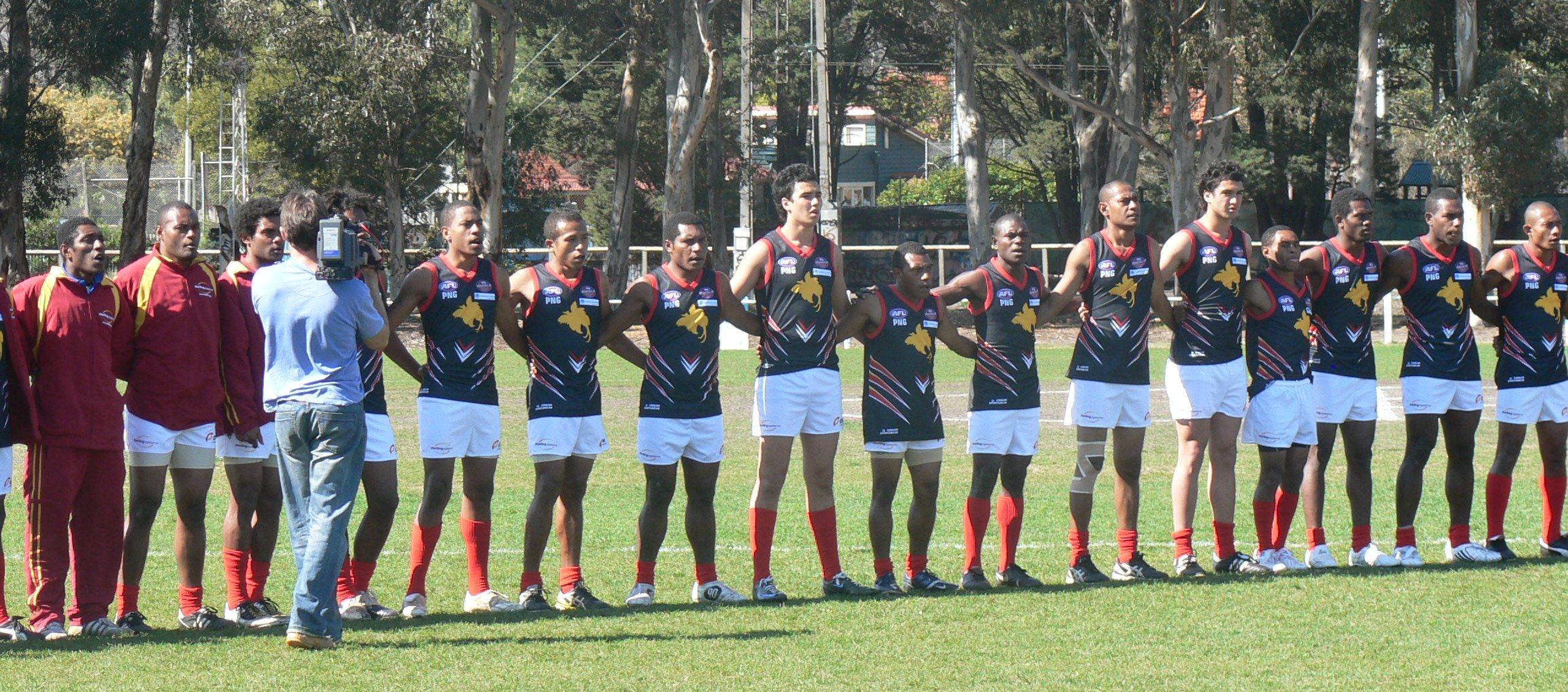
Az ország ausztrálfutball-válogatottja, 2008

Legnépszerűbb sport a rögbi és a labdarúgás.

### Labdarúgás
A Pápua új-guineai labdarúgó-válogatott még nem jutott ki egyetlen világbajnokságra sem. A világranglistán 2012 júniusában a 193. helyen állt.

### Olimpia
Pápua Új-Guinea az 1976-os első szereplése óta összesen 8 alkalommal vett részt a nyári olimpiai játékokon, de sportolói még nem nyertek olimpiai érmet.

## Ünnepek
| Dátum            | Név                                  |
| ---------------- | ------------------------------------ |
| Jan. 1.          | újév                                 |
| tavasszal        | nagypéntek, nagyszombat, húsvéthétfő |
| Jún. 11.         | A királynő születésnapja             |
| Júl 23.          | Az emlékezés napja                   |
| Aug 26. v. 27.   | A megtérés napja                     |
| Szept 16. v. 17. | A függetlenség napja                 |
| Dec 25-25        | Karácsony                            |